# 沈所塔
沈所塔，位于中国广东省韶关市始兴县沈所镇塔岗岭，为始兴县的一个县级文物保护单位，类型为古建筑，公布时间为1990年7月13日。
沈所塔的历史年代为清代。